# Masisti
Masisti o Macisti (Masistius o Macistius, Masístios o Makístios (Μασίστιος) fou un militar persa, comandant de la cavalleria de Xerxes I de Pèrsia, supeditat a Mardoni.
Quan els perses van entrar a Beòcia des de l'Àtica es van establir a la vora del riu Asop, i els grecs van acampar enfront a la vora de la muntanya de Citeró. Mardoni va enviar la cavalleria sota Macisti i en el combat que va seguir els perses van derrotar els grecs però Masisti va resultar ferit per una fletxa i els atenencs se'n van adonar i un grup el van atacar per rematar la feina; l'armadura el va protegir per un temps però finalment va morir per una gavinetada clavada pel visor de l'elm; els perses van buscar el seu cos durant la batalla, sense èxit; finalment, després, el van trobar i va ser vetllat i honorat pels seus soldats.
Un Masisti fill de Siromitres, que va dirigir els contingents d'alorodians (urartians) i sasperians (georgians) a l'exèrcit de Xerxes I de Pèrsia, es creu que era una persona diferent.